# Campsicnemus grimshawi
Campsicnemus grimshawi är en tvåvingeart som beskrevs av Van Duzee 1933. Campsicnemus grimshawi ingår i släktet Campsicnemus och familjen styltflugor. Inga underarter finns listade i Catalogue of Life.